# Zabłocie (gmina w województwie wołyńskim)
Zabłocie – dawna gmina wiejska istniejąca do 1939 roku w woj. wołyńskim (obecnie na Ukrainie). Siedzibą gminy było Zabłocie.
Pod zaborami w powiecie włodzimierskim guberni wołyńskiej.
W okresie międzywojennym gmina Zabłocie należała do powiatu kowelskiego w woj. wołyńskim. Według stanu z dnia 4 stycznia 1936 roku gmina składała się z 9 gromad. Po wojnie obszar gminy Zabłocie wszedł w struktury administracyjne Związku Radzieckiego.